# Q.I.T. Fer et Titane
La compagnie Rio Tinto Fer et Titane (RTFT), anciennement Q.I.T. Fer et Titane (Quebec Iron and Titanium) est une compagnie métallurgique et sidérurgique. Rio Tinto Fer et Titane exploite un gisement d'ilménite au lac Tio, près de Havre-Saint-Pierre, et un complexe métallurgique à Sorel-Tracy où le minerai est traité pour produire du dioxyde de titane, de la fonte en gueuse et de l’acier de haute qualité.
Rio Tinto Fer et Titane, est l’un des principaux fabricants de matières premières pour l’industrie du dioxyde de titane et un chef de file mondial dans la production de fonte, d’acier et de poudres métalliques de haute qualité.
Près de 1400 personnes travaillent chez RTFT[Quand ?]. Acteur économique majeur au Québec, l’entreprise entretient des liens d’affaire avec quelque 2500 fournisseurs. Au cours de la dernière décennie[Quand ?], elle a investi plus d'un milliard de dollars au Québec. Sa production, qui est destinée principalement aux marchés étrangers, lui confère aussi un rôle important dans le commerce canadien d’exportation. En 2000, son chiffre d’affaires a été de 900 millions de dollars.
Rio Tinto Fer et Titane est une filiale à part entière du groupe anglo-australien Rio Tinto, une des plus importantes sociétés minières au monde.

## Complexe de Sorel-Tracy

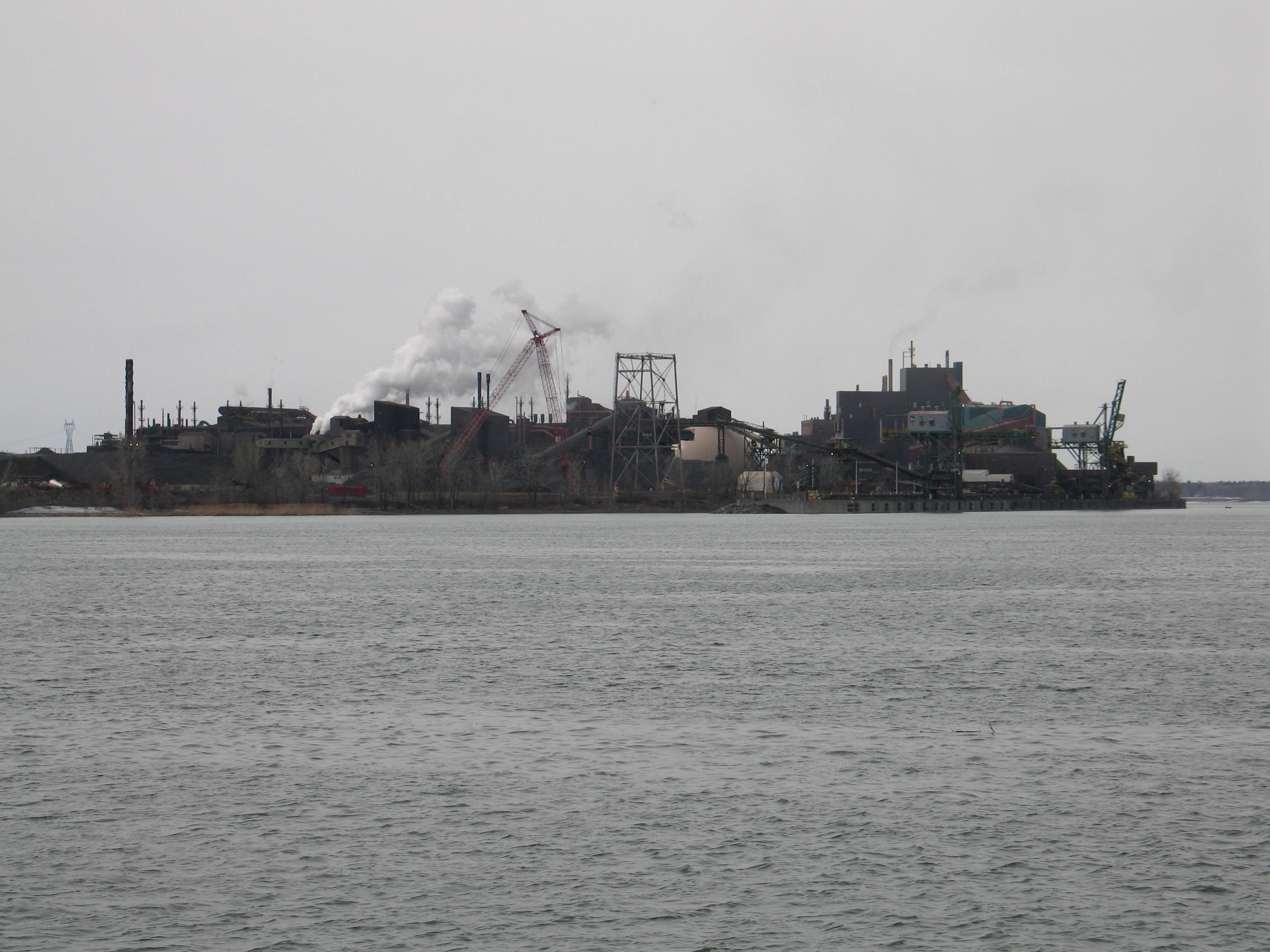
Le complexe métallurgique de Rio Tinto Fer et Titan à Sorel-Tracy.

Le complexe métallurgique de Rio Tinto Fer et Titane (RTFT) à Sorel-Tracy est unique en son genre. Il concentre en un même lieu plusieurs usines, de production variée mais complémentaire, toutes interreliées. Au cœur du complexe, neuf fours de réduction viennent alimenter toute la chaîne de production. Le minerai en fusion est transformé en dioxyde de titane et en fonte ou transporté vers l’aciérie et l’usine des Poudres pour subir d’autres transformations. Les produits de RTFT servent de matière première aux industries du pigment et de l’automobile ainsi qu’aux fonderies.
Développé par RTFT dans les années 1940, le procédé de réduction du minerai permet de récupérer le fer et le dioxyde de titane. RTFT a été la première entreprise à extraire du fer de l’ilménite dans le but de le commercialiser.
Rio Tinto Fer et Titane emploie plus de 1400 personnes à Sorel-Tracy. Le site abrite non seulement les installations de production, mais aussi le Centre de recherche et le siège social de l’entreprise.
Ce complexe sidérurgique est situé sur les rives du fleuve Saint-Laurent dans la municipalité de Sorel-Tracy.
À partir de 2021, Rio Tinto deviendra le premier producteur d'oxyde de scandium de haute qualité en Amérique du Nord au complexe métallurgique de RTFT à Sorel-Tracy grâce à une nouvelle usine de démonstration à l'échelle commerciale dont la construction est en cours.

## Mine du lac Tio à Havre-Saint-Pierre
En 1944, la société américaine Kennecott Copper Corporation fait évaluer le potentiel de la ressource en fer-titane de la région du lac Allard, à une quarantaine de kilomètres au nord de Havre-Saint-Pierre. Les prospecteurs découvrent en 1946 un vaste gisement d'ilménite estimé à plus de 100 millions de tonnes.
La découverte justifie la création de la Q.I.T. Fer et Titane, l'ouverture d'une mine à ciel ouvert et la construction d'un concasseur, d'un chemin de fer de 43 km et d'un quai de chargement, situé à l'ouest de la ville Havre-Saint-Pierre. Le minerai concassé est transporté par bateau pour être transformé en pigment blanc, utilisé entre autres dans la fabrication de la peinture. En exploitation depuis 1948, la mine du lac Tio est le plus grand gisement d’ilménite au monde. Exceptionnel par sa taille et aussi par sa qualité, le gisement de la mine du lac Tio offre un potentiel énorme.

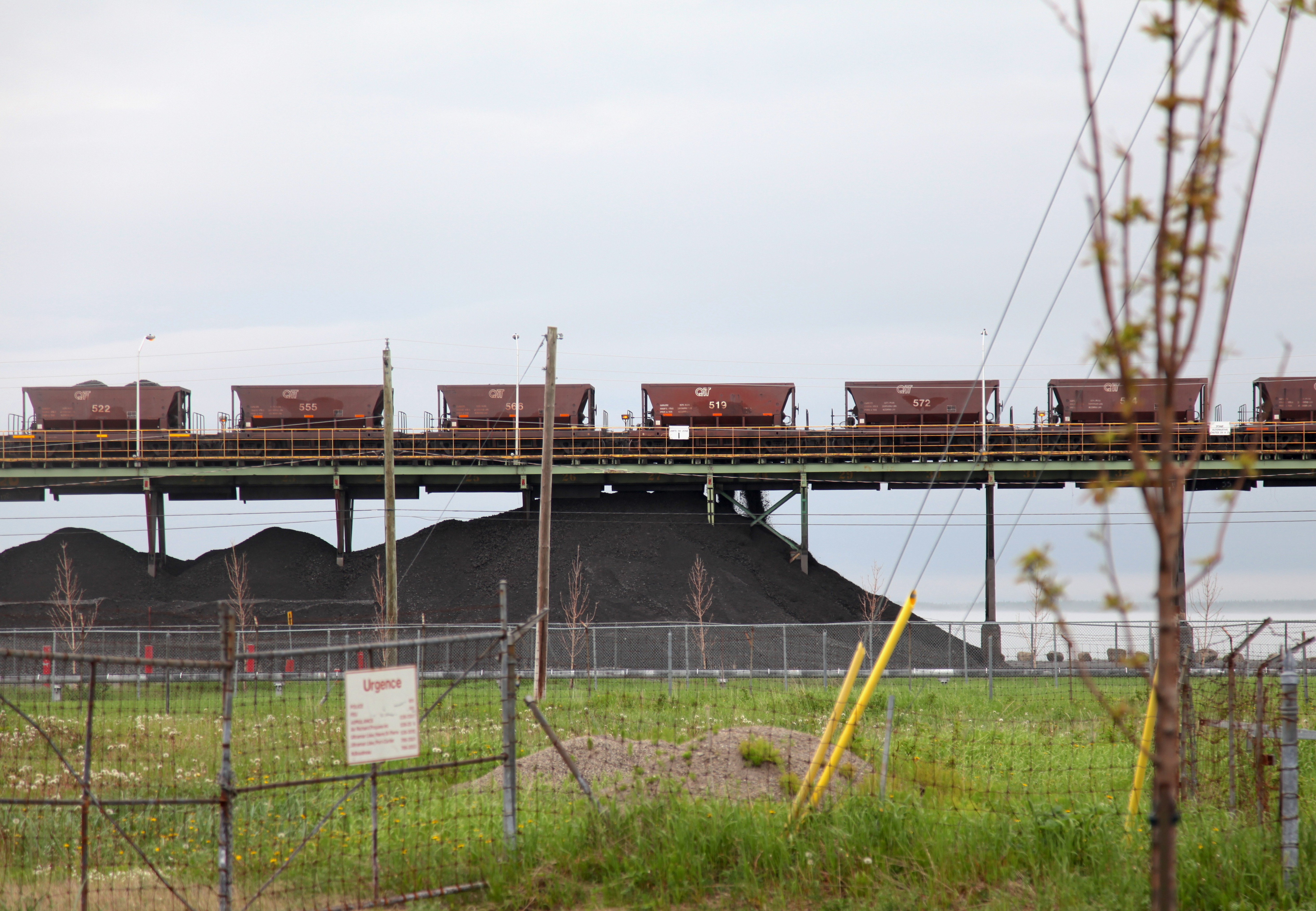
Wagons de Rio Tinto Fer et Titan en déchargent l'ilménite au quai de chargement à Havre-Saint-Pierre.

Près de 250 employés assurent la bonne marche des activités minières. Elles sont affectées à l’exploitation du gisement et aux activités de transport du minerai jusqu’au complexe métallurgique de Sorel-Tracy. La mine de Rio Tinto Fer et Titane du lac Tio est exploitée toute l’année.
En décembre 2017, l'entreprise assure un minimum de 30 semaines d'exploitation de la mine du lac Tio en 2018 que les dirigeants de la compagnie minière l'ont confirmé aux dirigeants syndicaux. La période d’exploitation de 30 semaines pour les 193 employés sera entrecoupée d’un arrêt pour l'été.
La compagnie Rio Tinto Fer et Titane commencera au deuxième trimestre 2021 la production commerciale de scandium à partir du minerai d'ilménite qui provient de la mine du lac Tio. L'oxyde de scandium est utilisé pour augmenter la performance des piles à combustible à oxyde solide, comme source d'énergie alternative pour des bâtiments comme des hôpitaux ou des centres de données et dans la fabrication de certains lasers ou dans des éclairages pour des stades. Il est également utilisé pour produire des alliages mères aluminium-scandium à haute performance pour l'industrie aérospatiale, la défense et l'impression 3D.

## Rio Tinto Fer et Titane (RTFT)
Ce nom (RTFT) est utilisé à des fins d’image de marque seulement et il n’est pas une entité légale en soi.